# Dvorana mladosti
Dvorana mladosti (Ungdomshallen) är en sporthall och multiarena i Rijeka i Kroatien. Den är belägen i stadsdelen Trsat och används huvudsakligen för sportutövning. Därtill nyttjas den till bland annat konserter och utställningar. Ungdomshallen invigdes år 1973.

## Beskrivning
Sporthallens bruttoarea uppgår till 5 458 kvadratmeter. Byggnaden har en central huvudarena, två mindre hallar för uppvärmning och en hall för utövning av judo, karate, tyngdlyftning och biljardspel. Därtill finns fyra omklädningsrum, två gym, kontorslokaler och rum som nyttjas av idrottsföreningar och vid presskonferenser. Sporthallens centrala arena används bland annat för utövning av sportgrenarna handboll, basket och volleyboll.
Totalt har sporthallen 2 960 sittplatser och ytterligare 1 000 ståplatser.

## Kommunikationer
Dvorana mladosti ligger på gatuadressen Trg Viktora Bubnja 1 (Viktor Bubanjs torg 1) i stadsdelen Trsat och nås med Autotrolejs busslinje 2 från centrum eller linje 1B från Trsat och Pećine.